# Campeonato Gaúcho de Futebol de 1940
O Campeonato Gaúcho de Futebol de 1940, foi a 20ª edição da competição no Estado do Rio Grande do Sul. A edição marca a volta de Grêmio e Internacional ao campeonato. A fórmula dos campeões das regiões disputando o título foi mantida. O Internacional foi o campeão deste ano.

## Participantes
| Equipe                     | Cidade        | Classificação                       | Participação |
| -------------------------- | ------------- | ----------------------------------- | ------------ |
| Grêmio Esportivo Bagé      | Bagé          | Campeão da Região Fronteira/Litoral | 6ª           |
| Sport Club Internacional   | Porto Alegre  | Campeão da Região Metropolitana     | 4ª           |
| Esporte Clube Juventude    | Caxias do Sul | Campeão da Região Nordeste          | 2ª           |
| Riograndense Futebol Clube | Santa Maria   | Campeão da Região Serra             | 10ª          |

## Regionais

### Zona Nordeste

#### 2ª Região
| 22 de setembro | Nacional | 1 – 3 | Novo Hamburgo |  |
|                |          |       |               |  |

#### 3ª Região
| 22 de novembro | Esportivo                                       | 5 – 1 | Atlético Caiense | Estádio dos Eucaliptos, Porto Alegre |
|                | Garganta 20', 75' · Ruiz 35', 43' · Dominic 72' |       | Alves 51'        |                                      |

#### 2ª Fase
| 20 de outubro | Juventude | 2 – 0 | Esportivo |  |
|               |           |       |           |  |

#### Semifinal
| 27 de outubro | Juventude | 3 – 1 | Novo Hamburgo |  |
|               |           |       |               |  |

#### Final
| 10 de novembro | Internacional                                                            | 6 – 3 | Juventude              | Timbaúva, Porto Alegre                           |
|                | Castillo 11', 52' · Magno 28' (pen.) · Tesourinha 47', 63' · Marques 87' |       | Renato 32', · Raul 37' | Renda: 9:029$000 Árbitro: RS Otto Pedro Brumbell |

- Internacional: Marcelo; Alfeu e Risada; Assis, Felix Magno e Pedrinho; Tesourinha, Russinho, Carlitos (Marques), Ruy Motorzinho e Castillo. Técnico: Osvaldo Cavedini.
- Juventude: Benito; Longhi e Galopeto; Bolachinha, Bolacha e Frigeri (Garbin); Raul, Bortinha, Mario (Tissot), Renato e Remo.

## Tabela

### Semifinal
| 17 de novembro | Internacional                               | 4 – 2 | Riograndense | Timbaúva, Porto Alegre     |
|                | Marques · Mário Pinto · Castillo · Russinho |       |              | Árbitro: RS Alfredo Cesaro |

### Finais
| 19 de novembro | Internacional                        | 4 – 1 | Bagé       | Timbaúva, Porto Alegre                       |
|                | Marques 22', 24', 35' · Russinho 46' |       | Fierro 28' | Renda: 10:977$000 Árbitro: RS Alfredo Cesaro |

- Internacional: Júlio Petersen; Alvaro e Risada (Alfeu); Assis, Felix Magno e Pedrinho; Tesourinha, Russinho, Marques, Ruy Motorzinho e Castillo. Técnico: Osvaldo Cavedini.
- Bagé: Véliz; Jorge e Ganchinho; Laerte, Macedo e Ripalda; Rodrigues (Ballejo), Fierro, Santana, Rubilar e Tupan (Rodrigues). Técnico: José Gomes Rodrigues.

| 24 de novembro | Internacional                    | 2 – 1 | Bagé      | Eucaliptos, Porto Alegre                        |
|                | Rui Motorzinho 1' · Russinho 36' |       | Tupan 35' | Renda: 17:100$000 Árbitro: RS Otto Pedro Bumbel |

|  | Internacional | Bagé |

- Internacional: Júlio Petersen; Álvaro e Alfeu; Assis (Levi), Magno e Pedrinho; Tesourinha, Russinho, Marques, Rui Motorzinho e Castillo (Carlitos). Técnico: Osvaldo Cavedini.
- Bagé: Véliz; Jorge e Gauchinho; Laerte, Macedo e Ripalda; Ballejo (Rosa), Fierro, Tupan (Santana), Rubilar e Rodrigues. Técnico: José Gomes Rodrigues.

## Premiação
| Gauchão 1940                      |
| --------------------------------- |
| Internacional Campeão (3º título) |